# سد وانجیزی
سد وانجیزی (به لاتین: Wanjiazhai Dam) یک سد وزنی و نیروگاه برقابی در چین است که در Border of Pianguan County, Shaanxi Province (east bank) and Inner Mongolia Autonomous Region (west bank) واقع شده‌است.